# Xuân Hòa (thị trấn)
Xuân Hòa là thị trấn huyện lỵ của huyện Hà Quảng, tỉnh Cao Bằng, Việt Nam.

## Địa lý
Thị trấn Xuân Hòa nằm ở trung tâm huyện Hà Quảng, có vị trí địa lý:
- Phía đông giáp xã Thượng Thôn và xã Ngọc Đào
- Phía tây giáp xã Quý Quân và xã Trường Hà
- Phía nam giáp huyện Hòa An và xã Ngọc Đào
- Phía bắc giáp các xã Lũng Nặm, Thượng Thôn và Trường Hà.

Thị trấn Xuân Hòa có diện tích 34,67 km², dân số năm 2019 là 4.541 người, mật độ dân số đạt 131 người/km².
Thị trấn Xuân Hòa có tuyến đường Hồ Chí Minh chạy qua và nằm trên đường đi đến khu du lịch hang Pác Bó. Thị trấn có suối Lê Nin chảy từ khu vực hang Pác Bó qua địa bàn và thuộc lưu vực thượng lưu của sông Bằng Giang. Các núi chính trên địa bàn thị trấn là Khuổi Tèn, Mu Lư và Phia Son.

## Hành chính
Thị trấn Xuân Hòa được chia thành 3 tổ dân phố: Xuân Đại, Xuân Lộc, Xuân Vinh và 11 xóm: Bản Cải, Bản Giàng, Bản Noọc, Cốc Chủ, Đôn Chương, Khuổi Pàng, Khuổi Tèng, Mai Nưa, Mường Lế, Nà Vạc, Yên Luật.

## Lịch sử
Năm 1886, thực dân Pháp đánh chiếm Cao Bằng, chúng dựng lên ở Xuân Hòa những đồn bốt như ở Pò Dè Tẩu thuộc xóm Bản Giới (nay là trung tâm thị trấn Xuân Hòa), trạm gác tại ngã tư Đôn Chương...
Mùa hè 1924, đồng chí Hoàng Đình Giong lên vùng Yên Luật, hồi đó thuộc xã Phù Tang, tức Xuân Hòa hiện nay, mở trường dạy học để tuyên truyền tư tưởng chống Pháp.
Cuối năm 1928 đầu 1929, một số thanh niên ở Hà Quảng xuống Hòa An học, đó là nơi phong trào yêu nước phát triển khá mạnh. Học sinh Hà Quảng dần dần giác ngộ, khi trở về quê hương, họ tuyên truyền cho gia đình và họ hàng, kêu gọi truyền thống yêu nước và tinh thần đấu tranh giải phóng dân tộc.
Từ năm 1931 - 1934, ở xã có phong trào rải truyền đơn. Thực hiện chủ trương của Tỉnh ủy, tháng 9/1934, các đảng viên ở Hà Quảng bí mật rải truyền đơn treo cờ đỏ dọc tuyến đường Sóc Giang, Nà Giàng, Bó Gai, Mỏ Sắt kêu gọi quần chúng đẩy mạnh đấu tranh theo gương những chiến sĩ Xô viết - Nghệ Tĩnh. Kẻ thù lồng lộn, tức tối, ra sức lùng sục, tìm bắt cán bộ cách mạng. Phong trào chống bắt phu vào ngày mùa, đi phu phải được tiền, gạo thời kỳ 1933 - 1935 được nhóm lên từ Phù Ngọc nơi cơ sở đảng và cơ sở quần chúng khá mạnh. Chỉ trong vòng một năm, phong trào chống bắt phu ở Xuân Hòa nói riêng, Hà Quảng nói chung đã phát triển khá mạnh.
Tháng 9/1939, chiến tranh thế giới thứ hai bùng nổ, thực dân Pháp tăng cường thêm lực lượng cho các đồn bốt ở Sóc Giang, Nặm Nhũng, Bó Gai... Nhiều cán bộ cách mạng bị địch bắt, lực lượng đảng viên bị hao hụt. 
Xuân Hòa thành lập cơ sở Việt Minh vào tháng 12/1941. Thời kỳ Mặt trận Việt Minh, địa phương có các hội cứu quốc: Nông dân cứu quốc, Thanh niên cứu quốc, Phụ nữ cứu quốc, Phụ lão cứu quốc, Nhi đồng cứu quốc, cuối năm 1941 có Ban Việt Minh. Đồng bào các dân tộc Xuân Hòa đã được giác ngộ cách mạng từ sớm và được rèn luyện qua thực tiễn đấu tranh lâu dài, nên khi tiếp xúc với chương trình, điều lệ Việt Minh, mọi người đã tìm thấy ở đó một phương hướng mới, những biện pháp mới, đáp ứng đúng nguyên vọng tha thiết và quyền chính đáng của mình. Các hội cứu quốc trở thành trung tâm đoàn kết các dân tộc Xuân Hòa hướng vào mục tiêu chung đánh Pháp, đuổi Nhật, giành độc lập dân tộc.
Năm 1945, Xuân Hòa giành được chính quyền.
Sau Cách mạng Tháng Tám 1945, bọn thổ phỉ gây rối loạn, cướp bóc nhân dân. Pháp trở lại chiếm Cao Bằng, máy bay Pháp bắn phá ở Đôn Chương hai lần. Để hưởng ứng chủ trương của Huyện ủy Hà Quảng và phát động sâu rộng một phong trào quyên góp ủng hộ đội du kích Bắc Sơn, các đội quyên góp được thành lập ở các nơi. Đồng bào các dân tộc Xuân Hòa đóng thuế nông nghiệp và mua công trái kháng chiến. 
Trong kháng chiến chống Mỹ cứu nước, Xuân Hòa có 452 người tham gia bộ đội vào miền Nam chiến đấu, 250 người tham gia thanh niên xung phong. Thời kỳ kháng chiến chống Pháp có 105 người tham gia bộ đôi. Địa phương có 15 gia đình có công với cách mạng, 11 cán bộ lão thành cách mạng. 
Ngày 27 tháng 10 năm 2006, Chính phủ ban hành Nghị định 125/2006/NĐ-CP về việc thành lập thị trấn Xuân Hòa trên cơ sở điều chỉnh 3.395 ha diện tích tự nhiên và 3.460 người của xã Xuân Hòa, là thị trấn huyện lỵ huyện Hà Quảng.
Đến năm 2019, thị trấn Xuân Hòa được chia thành 4 tổ dân phố: Xuân Đại, Xuân Lộc, Xuân Trường, Xuân Vinh và 18 xóm: Cốc Gọ, Bản Giàng 1, Bản Giàng 2, Mai Nưa, Nà Chang, Nà Ngần, Khuổi Tèn, Nà Vạc 1, Nà Vạc 2, Yên Luật 1, Yên Luật 2, Đôn Chương, Tả Pàng, Khuổi Pàng, Mường Lế, Cốc Chủ, Bản Noọc, Bản Cải.
Ngày 9 tháng 9 năm 2019, Hội đồng Nhân dân tỉnh Cao Bằng ban hành Nghị quyết số 27/NQ-HĐND về việc:
- Sáp nhập xóm Tả Pàng vào xóm Đôn Chương
- Sáp nhập hai xóm Bản Giàng 1 và Bản Giàng 2 thành xóm Bản Giàng
- Sáp nhập hai xóm Nà Vạc 1 và Nà Vạc 2 thành xóm Nà Vạc
- Sáp nhập một phần xóm Nà Ngần vào tổ dân phố Xuân Lộc
- Sáp nhập tổ dân phố Xuân Trường vào tổ dân phố Xuân Vinh
- Sáp nhập xóm Nà Chang vào xóm Mai Nưa
- Sáp nhập ba xóm Yên Luật 1, Yên Luật 2, Cốc Gọ thành xóm Yên Luật
- Sáp nhập phần còn lại của xóm Nà Ngần vào xóm Khuổi Pàng.